# Entodon viridulus
Entodon viridulus är en bladmossart som beskrevs av Jules Cardot 1911. Entodon viridulus ingår i släktet Entodon och familjen Entodontaceae. Inga underarter finns listade i Catalogue of Life.